# Some Devil
Some Devil to wydany 23 września 2003 roku pierwszy solowy album Dave'a Matthewsa, wokalisty i gitarzysty grupy Dave Matthews Band. Album został sprzedany w ponad milionie egzemplarzy i został uznany przez RIAA za platynową płytę.
Na płycie gościnnie występują gościnnie gitarzysta Tim Reynolds oraz lider i gitarzysta zespołu Phish, Trey Anastasio. Album zawiera piosenkę Gravedigger, za którą Dave Matthews został uhonorowany prestiżową nagrodą Grammy. Some Devil został wyprodukowany przez Stevena Harrisa, który współpracował wcześniej z Matthewsem przy okazji albumu Busted Stuff – zespołu Dave Matthews Band.

## Lista utworów
1. Dodo – 4:57
2. So Damn Lucky – 4:34
3. Gravedigger – 3:53
4. Some Devil – 4:04
5. Trouble – 5:44
6. Grey Blue Eyes – 3:01
7. Save Me – 4:33
8. Stay Or Leave – 4:02
9. An' Another Thing – 5:30
10. Oh – 2:48
11. Baby – 2:19
12. Up And Away – 4:19
13. Too High – 5:38
14. Gravedigger (wersja akustyczna) – 3:52